# Азгана-Кары
Азгана́-Кары́ (укр. Азгана-Кари, крымскотат. Azğana Qarı, Азгъана Къары) — исчезнувшее село в Первомайском районе Республики Крым, располагавшееся на северо-западе района, в степной части Крыма в верховье балки Самарчик, примерно в 2,5 километрах северо-восточнее современного села Привольное.

### Динамика численности населения
- 1806 год — 147 чел.[5]
- 1892 год — 17 чел.[6]
- 1900 год — 17 чел.[7]
- 1915 год — 24/28 чел.[8][9]
- 1926 год — 32 чел.[10]

## История
Первое документальное упоминание села встречается в Камеральном Описании Крыма… 1784 года, судя по которому, в последний период Крымского ханства Азугака Кар входил в Самарчик кадылык Перекопского каймаканства. После присоединения Крыма к России (8) 19 апреля 1783 года, (8) 19 февраля 1784 года, именным указом Екатерины II сенату, на территории бывшего Крымского ханства была образована Таврическая область и деревня была приписана к Евпаторийскому уезду. После павловских реформ, с 1796 по 1802 год входила в Акмечетский уезд Новороссийской губернии. По новому административному делению, после создания 8 (20) октября 1802 года Таврической губернии, Азгана-Кары был включён в состав Джелаирской волости Евпаторийского уезда.
По Ведомости о волостях и селениях, в Евпаторийском уезде с показанием числа дворов и душ… от 19 апреля 1806 года в деревне Азгана-Кари числилось 20 дворов и 147 крымских татар. На военно-топографической карте генерал-майора Мухина 1817 года деревня Азгана кары обозначена с 25 дворами. После реформы волостного деления 1829 года Азгана Кара, согласно «Ведомости о казённых волостях Таврической губернии 1829 года» отнесли к Атайской волости (переименованной из Джелаирской). На карте 1836 года в деревне 35 дворов, а на карте 1842 года Азган-Кары обозначен с 36 дворами.
В 1860-х годах, после земской реформы Александра II, деревню приписали к Биюк-Асской волости. Согласно «Памятной книжке Таврической губернии за 1867 год», деревня была покинута, в результате эмиграции крымских татар, особенно массовой после Крымской войны 1853—1856 годов, в Турцию и лежала в развалинах. По обследованиям профессора А. Н. Козловского 1867 года, вода в колодцах деревни была «соленоватая» а их глубина колебалась от 10 до 15 саженей (21—33 м). На трехверстовой карте Шуберта 1865 года селение ещё обозначено, а на карте с корректурой 1876 года его уже нет.
Возрождено поселение было в конце века и, согласно «…Памятной книжке Таврической губернии на 1892 год», в деревне Азана-Кары, входившей в Азгана-Карынский участок, было 17 жителей в 5 домохозяйствах.
Земская реформа 1890-х годов в Евпаторийском уезде прошла после 1892 года, в результате Азгана-Кары приписали к Коджанбакской волости.
По «…Памятной книжке Таврической губернии на 1900 год» в деревне числилось 17 жителей в 2 дворах. По Статистическому справочнику Таврической губернии. Ч.II-я. Статистический очерк, выпуск пятый Евпаторийский уезд, 1915 год, в имении Азгана-Кары (Анастасии Кулгаковой) Коджамбакской волости Евпаторийского уезда числилось 8 дворов с русским населением в количестве 24 человека приписных жителей и 28 — «посторонних»
После установления в Крыму Советской власти, по постановлению Крымревкома от 8 января 1921 года № 206 «Об изменении административных границ» была упразднена волостная система и в составе Евпаторийского уезда был образован Бакальский район, в который включили село, а в 1922 году уезды получили название округов. 11 октября 1923 года, согласно постановлению ВЦИК, в административное деление Крымской АССР были внесены изменения, в результате которых округа были отменены, Бакальский район упразднён и село вошло в состав Евпаторийского района. Согласно Списку населённых пунктов Крымской АССР по Всесоюзной переписи 17 декабря 1926 года, в состав Коджанбакского сельсовета Евпаторийского района входили 4 хутора Азгана-Кары: бывший Булгакова с 2 дворами и 9 жителями, бывший Попандопуло — 3 двора и 12 жителей, бывший Шокаревых — 5 дворов, 13 человек и татарский с 1 двором и 6 жителями, во всех хуторах все русские. В дальнейшем в доступных источниках не встречается.